# Mycteroperca rubra
Mycteroperca rubra е вид бодлоперка от семейство Serranidae. Видът не е застрашен от изчезване.

## Разпространение и местообитание
Разпространен е в Албания, Алжир, Ангола, Бенин, Габон, Гамбия, Гана, Гвинея, Гвинея-Бисау, Гибралтар, Гърция, Демократична република Конго, Египет, Екваториална Гвинея, Западна Сахара, Израел, Испания, Италия, Камерун, Кипър, Кот д'Ивоар, Либерия, Либия, Ливан, Мавритания, Малта, Мароко, Нигерия, Португалия, Сенегал, Сиера Леоне, Сирия, Того, Тунис и Турция.
Обитава крайбрежията и пясъчните дъна на морета. Среща се на дълбочина от 15 до 200 m.

## Описание
На дължина достигат до 1,4 m, а теглото им е не повече от 49,7 kg.